# 日本シエーリング
日本シエーリング株式会社（にほんシエーリング、英文社名：Nihon Schering K.K.）は、かつて存在した医薬品のメーカーである。大阪府大阪市淀川区西宮原に本社を置き、ドイツを拠点とするシエーリング・グループの一員として、半世紀にわたり日本の医療へ貢献した。合併により、2007年よりバイエル薬品である。

## 概要
生化学者で1939年度ノーベル化学賞受賞者アドルフ・ブーテナント博士（1903-1995）の研究開発にはじまった性ホルモンをはじめ副腎皮質ホルモン、アナボリックステロイドなどホルモン製剤の分野で日本の医療活動に大きな貢献を果たした。また、造影剤や皮膚疾患用薬の分野でも日本の臨床医学の発展に大きく寄与した。
2006年にドイツのシエーリング社 Schering AG がバイエル社Bayer AGと経営統合し、バイエル・シエーリング・ファーマ社
Bayer Schering Pharma となったことに伴い、2007年7月1日に旧バイエル薬品と経営統合し、新生「バイエル薬品」が発足した。

## 沿革
- 1851年（嘉永4年） - 創業者のエルンスト・シエーリング（Ernst Christian Friedrich Schering  （1824-1889））が27歳でベルリン郊外（現・Berlin-Mitte）に「緑の薬局 Green Pharmacy 」を開設。
- 1864年 - ベルリンに工場と研究所を設立。
- 1871年 - シエーリング有限会社設立。
- 1905年（明治38年） - シエーリング製品を扱う医薬品販売業者として、合資会社友田商店[1]と代理店契約を締結。
- 1912年 - 田邊五兵衛商店（現・田辺三菱製薬）と神経痛・リウマチ治療剤アトファン錠の代理店契約締結。その後、田邊五兵衛商店はシエーリング製品のほとんどを一手に販売することとなる。
- 1933年 - 日本支店として、ドイツのシエーリング本社が100%出資により日本シエーリング株式会社を設立。
- 1949年 - 香港から大華公司（グレートチャイナ）のバイヤー、華僑の張済民が来日。
- 1952年 - 日本における事業代理店として、銀座に日獨薬品株式会社を設立。代表取締役社長は張済民、経理部長は弟の張済仁。
- 1955年 - 造影剤「ウログラフイン」発売。
- 1961年 - 副腎皮質ホルモン剤「デキサ・シエロソン」発売。主力製品となっていく（1985年販売中止：「4.大型主力製品歴」参照）。
- 1966年 
  - ヨーロッパ初の経口避妊薬「アノブラール」（経口黄体・卵胞混合ホルモン剤）発売。
  - 貿易実務担当に神戸市外国語大学卒業の久米昭元[2]が就任（のちに高名な英語学者となる（現在は立教大学異文化コミュニケーション学部教授）[3]）。
- 1969年 - 本社を東京から大阪に移転し、社名を日獨薬品から日本シエーリング（にほんシエーリング）に変更。
- 1996年 - 安全性情報部長に、臨床薬理学の研究者として著名な雪村時人[4]（大阪市立大学医学部薬理学助教授）が就任（現在は大阪大谷大学薬学部教授）。
- 2000年 - 「ヨード造影剤」の「テストアンプル」の添付を廃止
  - 適正安全使用の観点から造影剤メーカー共同で一斉に廃止したもの。
- 2001年 - 三井製薬工業（かつての三井東圧化学（現・三井化学）の連結子会社で医療用を中心とした医薬品メーカー）及びシーアイエスダイアグノスティック（ミドリ十字とフランス系外資の合弁企業。体内および体外診断用放射性医薬品を輸入販売）を吸収合併。
- 2004年 - 神戸医療産業都市構想の中核施設の1つであるバイオメディカル創造センターに研究施設「日本シエーリングリサーチセンター」を開設
  - センター長には、成体神経幹細胞および骨髄系幹細胞領域の研究者として著名な桜田一洋[5]（現・ソニーコンピュータサイエンス研究所[6]シニアリサーチャー）が就任。
- 2005年
  - 慶應義塾大学[7]とPET（ポジトロン断層法）画像診断共同事業基本契約締結[8]。
  - 沢井製薬に関東工場（千葉県茂原市）を譲渡。
  - 富士製薬工業[9]にホルモン注射剤4製剤（デポスタット、プリモジアン・デポー、プリモボラン・デポー、プロギノン・デポー）の輸入・製造・販売権を譲渡・承継。
- 2006年 - 第一ラジオアイソトープ研究所（富士フイルムRIファーマを経て、現・富士フイルム富山化学）[10]と日本初のRI標識抗体療法剤「ゼヴァリン」（抗悪性腫瘍剤・放射標識抗CD20モノクローナル抗体。2002年、アメリカ食品医薬品局により世界初の放射免疫治療薬として承認）に関する共同事業契約締結（2008年承認、富士フイルムRIファーマから発売）。
- 2007年
  - 資生堂と更年期障害治療薬（日本初のエストラジオール外用ゲル剤「ル・エストロジェル」）共同事業契約締結。
  - 日本初の子宮内避妊システム「ミレーナ」の承認を取得・発売。
  - 7月1日 - 旧バイエル薬品と経営統合し、新生バイエル薬品が発足。

## 新薬発売歴
- 1979年 - ドオルトン錠 経口黄体・卵胞混合ホルモン剤 （発売後2ヵ月で産婦人科医の半数近くが採用。2007年販売中止）
- 1980年 - ネリゾナ ステロイド外用薬「ジフルコルトロン」（1985年から1997年にかけてシェア1位を占める）
- 1981年 - アミパーク 日本初の非イオン性脳・脊髄造影剤（従来の脳・脊髄造影剤に比べて安全性に優れ、痛みなど患者の自覚症状を大幅に軽減する画期的な製剤）、アンドロクール錠 思春期早発症治療用の抗アンドロゲン剤（2001年に販売中止。現在は個人輸入されている）
- 1982年 - デポスタット 前立腺肥大症治療剤（2005年、富士製薬工業が承継・製造販売）、ビリスコピン 点滴静注胆嚢・胆管造影剤、アデスタンクリーム 抗真菌薬「イソコナゾール」
- 1984年 - アミパーク6.75 非イオン性造影剤として日本で最初に血管造影へ参入
- 1985年 - アデスタンG 膣カンジダ症治療剤
- 1986年 - イオパミロン300/370 非イオン性尿路・血管造影剤（従来のイオン性造影剤では解決し得なかった毒性を著しく軽減させた画期的な製剤）。造影剤売上では圧倒的首位を占め、1987年の全医療用医薬品売上ランキング6位となる
- 1987年 - イソビスト240 非イオン性脳・脊髄造影剤、オイナール錠 脳循環・代謝改善剤（1999年販売中止。この薬効群は、薬効再評価の結果、本剤のみならず同類製剤（アバン-武田薬品工業、セレポート-エーザイ、エレン-山之内製薬（現・アステラス製薬）、ヘキストール-日本ヘキスト・マリオン・ルセルほか31成分：年間総売上8,750億円）が軒並み販売中止となった）
- 1988年 - マグネビスト 日本初のMRI用造影剤
- 1990年 - エバミール錠1.0 睡眠薬
- 1991年 - イソビスト300 非イオン性子宮卵管・関節造影剤
- 1992年 - イオパミロン150 非イオン性逆行性尿路造影剤
- 1993年 - ネリプロクト軟膏/坐剤 痔疾用剤「ジフルコルトロン・リドカイン」、ノバロック錠 降圧剤「イミダプリル」（2004年販売中止。本剤と共同開発・共同販売の田辺三菱製薬のタナトリル錠は販売継続）
- 1994年 - イソビスト280 非イオン性尿路・血管造影剤（日本初のダイマー型製剤。1995年一時販売中止）
- 1995年 - テルロン錠0.5 高プロラクチン血症に伴う不妊症と産後の乳汁分泌抑制剤
- 1999年 - トリキュラー21 低用量経口避妊薬（ピル）、レボビスト  世界初の全身の超音波検査に適応する超音波診断用造影剤
- 2000年 - トリキュラー28 低用量経口避妊薬（2001年、トリキュラー21と合わせシェア1位）、フルダラ 日本初の慢性リンパ性白血病治療剤（オーファンドラッグ指定）：2010年、ジェンザイム・ジャパンに製造販売承認を承継、ベタフェロン皮下注 日本で初めて「再発予防および進行抑制」の効果が認められた多発性硬化症治療剤（オーファンドラッグ指定）
- 2002年 - リゾビスト注 MRI用肝臓造影剤 （2010年、アイロム製薬に製造販売承認を承継、富士フイルムRIファーマから発売）
- 2005年 - ノバT380 子宮内避妊用具（銅付加IUD（製造元：フィンランドのバイエル・シエーリング・ファーマ・オイ社）
- 2007年 - ミレーナ レボノルゲストレル放出子宮内避妊システム（「薬物を持続的に子宮内に放出させる」ために薬剤放出部を留置する器具としてIUDのT型フレームを使用。挿入方法、形状はIUDと同じ。112ヵ国において避妊の適応を取得）

## 大型主力製品歴
1961年、副腎皮質ホルモン剤「デキサ・シエロソン」（デキサメタゾン硫酸塩）を新発売した。200以上の幅広い適応であったが、発売当初は開業医を中心に、主に慢性関節リウマチや変形性関節症（炎）などに使用された。
1966年には病院市場へ参入し、頭部外傷における脳浮腫の予防や拡大防止、手術管理（外科ショック）を中心とした宣伝活動を開始した。その結果、病院市場でも売上が順調に伸び、その後、放射線宿酔や末期癌の疼痛緩和などにも使用されるようになった。
1976年に「ショック研究会」を発足させ、手術管理領域へ本格的に参入。その後、「静脈内投与後の血中濃度の推移から硫酸塩製剤よりリン酸塩製剤の方が速効性がある」とのデータが公表され、他社の販促活動に利用されたため、本剤は苦戦を強いられた。
しかし、この頃実地臨床上効果が認められてきた「末期癌の疼痛に対する大量投与」に集中した販促活動を実施、1977年から1979年に会社の売上の半分近くを占め、経営の太い柱となった。また（1970年から）1980年にかけてシェア1位を継続した。
1979年に薬事法が一部改正され、行政指導であった「医薬品の再評価制度」が法律に基づく制度となった。本剤の投与量についても見直しが行われ売上が急激に減少していった。さらに、1984年の「薬効再評価」では、承認適応の殆どで効果が認められたものの、「外科ショックに効果が認められない」と評価された。その結果、本剤はやむなく1985年に販売を中止することとなった。
マーケットシェアが3割以上であったため、販売中止にあたっては医療現場はもとより流通現場にも混乱を生じさせないようにすることが最大の課題であったが、特別なプロジェクトが講じられ静寂無事に撤退を完了した。
そして、前節に示したように、新薬を次々発売し、新薬の販売ウェートを大きくすることへとシフトしていった。

## 80%条項
従業員の稼働率80%以下の者を賃上げ対象から除外するとし、年次有給休暇、生理休暇、慶弔休暇、産前・産後休業、育児時間、労働災害休業、ストライキ等による不就労を稼働率算定の不就労時間とする旨の労使協定（以下、80%条項）の効力が違法であるかどうかが裁判で争われた。これがいわゆる「日本シェーリング事件」であり、その判例が多くの労使協定に影響を及ぼしている。日本シェーリング賃金請求（上告）事件ともいう。
事件の概要
会社は、日本シエーリング労働組合との間に1976年から1979年まで毎年稼働率80%以下の者の賃金引き上げをしない旨を締結したが稼動率の算定の基礎となる不就労時間には、欠勤、遅刻、早退によるものの外、年次有給休暇によるものを含めていた。
原告ら24名は、賃上げ対象者から除外されてきたため、本件80%条項は、憲法、労働基準法、労働組合法に違反し、民法90条の公序良俗にも違反して無効であるとして賃金引上げが行われていれば支払われたはずの賃金、夏季、冬季一時金、退職金と実際に支払われた賃金等との差額、慰謝料および弁護士費用を支払うよう求めて、提訴した。
経緯
「日本シエーリング労働組合」（本社従業員により1970年結成）結成の翌年1971年以降、時限ストライキや指名ストライキが頻繁に行われるようになった。またコンピューターを扱う事務職（キーパンチャー）、包装職の女性社員の多くが頚肩腕症候群と診断されるという事態が起こり、1971年以降は本社の稼働率が年々低下し、1974年には80数パーセントとなった。
この間、会社は頚肩腕症候群が業務によるものであることを認め、労働災害申請を行ったが、年々低下する稼働率を危惧し、別の二つの組合（「全日本シエーリング労働組合」（営業所従業員により1970年結成）、「職場と生活を守る会」（日本シエーリング労働組合を脱退した従業員により1974年発足）と、賃上げの条件として「80%条項」を含む協定を1976年に締結した。
1977年、日本シエーリング労働組合は条項の撤廃を求めて大阪地方裁判所に提訴した。1981年に大阪地裁で判決が出された。大阪地裁は、80%条項の算定基礎の不就労時間に欠勤のほか年休、生休、産休、育児時間等を含めることは労働基準法、憲法等の規定ないしはその趣旨に反し、ひいては民法90条の公序良俗に反し無効と判断した。これを不服として会社側が控訴したが、大阪高等裁判所は1983年、訴えを棄却した。（会社はこの年、80%条項の運用を中止した）
最高裁判決
これに対し、会社側が上告し、1989年に最高裁判所で判決が出された。「主文：原判決中上告人敗訴部分を破棄する。前項の部分につき本件を大阪高等裁判所に差し戻す」。
最高裁判決は「80%条項自体は違法とは言えない」とし、大阪高裁に差し戻した。しかし、「産休や有給休暇など労基法に基づく権利まで不就労率に入れるのは、労働者の権利を抑制するもので、公序良俗に反する」との判断を示した。
和解交渉
最高裁の判決により、80%条項についての判断が確定されたが、その後、東京地方裁判所の和解勧告があり、1990年から労使双方で精力的に和解交渉が続けられ、1991年、過去の労使間の他の懸案事項とともに和解が成立、15年間にわたる会社と組合の紛争は終結した。

## 在籍した人物
- 久米昭元（立教大学異文化コミュニケーション学部教授）
- 雪村時人（大阪大谷大学薬学部教授）